# دانشگاه سیاتل پاسیفیک
دانشگاه سیاتل پاسیفیک (انگلیسی: Seattle Pacific University) یک دانشگاه خصوصی مسیحی در سیاتل، واشینگتن است.